# انجل بیتز!
انجل بیتز! (به ژاپنی: エンジェルビーツ! Enjeru Bītsu!‎؛ به انگلیسی: Angel Beats!‎) نام یک مجموعه تلویزیونی انیمه ۱۳ قسمتی، نوشتهٔ جون مائدا و به کارگردانی سیجی کیشی است.

## داستان
انجل بیتز! در یک دبیرستان در برزخ اتفاق می‌افتد. در آنجا دانش‌آموزان یادمی‌گیرند که کارهایی را که در دنیا ناتمام گذاشته‌اند به پایان برسانند.
اتوناشی یوزورو پسری که تازه مرده‌است وارد برزخ شده و با دختری به نام یوری ناکامورا که گروهی به نام خط مقدم برزخ را مدیریت می‌کند آشنا می‌شود. یوری از وی دعوت می‌کند که به گروه به پیوندد و با تنشی (فرشته یا انجل) که قصد فرستادن آن‌ها را به دنیای دیگر دارد مبارزه کند.